# Andreas Pyndt
Andreas Pyndt Andersen, född 4 mars 2001 i Allerød, är en dansk fotbollsspelare som spelar för FC Fredericia, utlånad från IK Sirius.

## Klubbkarriär
Pyndt spelade i Brøndbys ungdomsverksamhet innan han flyttades upp till A-laget säsongen 2021/2022. Den 31 januari 2022 lånas han ut till danska B.93 tills lånet avslutades 30 juni 2022. Den 14 juli 2022 lånades han ut till danska Hvidovre tills 30 juni 2023. 
Den 1 juli 2023 gick Pyndt på bosman till Silkeborg. Den 8 februari 2024 lånades han till IFK Göteborg till 30 juni 2024.
I augusti 2024 skrev Pyndt på för IK Sirius. I juli 2025 lånades han ut från Sirius till FC Fredericia i danska Superligan.